# Dexter Pittman
Dexter Jerome Pittman (Rosenberg, Texas; 2 de marzo de 1988) es un jugador de baloncesto estadounidense que actualmente juega en el Al Qurain de Kuwait. Con 2,11 metros de estatura, juega en la posición de pívot.

## Trayectoria deportiva

### High School
Pittman asistió durante tres años al Instituto B. F. Terry, donde promedió 15 puntos y 8.5 rebotes a lo largo de su carrera. En su año sénior fue incluido en el primer equipo del All-Greater Houston por el Houston Chronicle tras promediar 17.1 puntos, 11 rebotes y 4 tapones, y liderar a Terry a un balance de 25 victorias y 11 derrotas y a las semifinales de la 4A Region III. También fue nombrado MVP del District 24-4A.

### Universidad
Pittman eligió la Universidad de Texas por encima de las de Texas A&M y Arizona State. En los Longorns participó escasamente en sus dos primeras campañas, no superando los 3 puntos por partido en ninguna de ellas y siendo una vez titular. En su tercer año su aportación en el equipo aumentó, promediando 10.1 puntos y 5.5 rebotes en 16.6 minutos de juego, y fue incluido en el mejor quinteto del torneo de la Big 12 Conference.

#### Estadísticas
| Temporada | Equipo          | Partidos | Pts. | Reb. | Asts. | Rob. | Tap. | %TC  | %T3  | %TL  | Min. | Pér. |
| --------- | --------------- | -------- | ---- | ---- | ----- | ---- | ---- | ---- | ---- | ---- | ---- | ---- |
| 2006–07   | Texas Longhorns | 29       | 2.6  | 1.8  | 0.1   | 0.2  | 0.3  | .604 | .000 | .471 | 5.3  | 0.4  |
| 2007–08   | Texas Longhorns | 36       | 2.8  | 2.4  | 0.2   | 0.1  | 0.5  | .559 | .000 | .561 | 6.8  | 0.6  |
| 2008–09   | Texas Longhorns | 35       | 10.1 | 5.5  | 0.4   | 0.4  | 0.9  | .616 | .000 | .691 | 16.6 | 1.4  |
| 2009–10   | Texas Longhorns | 34       | 10.4 | 5.9  | 0.5   | 0.4  | 1.9  | .654 | .000 | .556 | 19.1 | 1.8  |

### Profesional
Fue seleccionado por los Miami Heat en la 32.ª posición del Draft de la NBA de 2010. El 19 de julio de 2010, firmó su primer contrato profesional con los Heat. El 1 de abril de 2011, Pittman hizo su debut en la NBA contra los Minnesota Timberwolves. Durante su temporada de rookie, fue varias veces asignados a los Sioux Falls Skyforce de la Liga de desarrollo de la NBA, siendo elegido para el All-Star de la D-League de 2011.

## Estadísticas de su carrera en la NBA

### Temporada regular
| Año     | Equipo  | PJ | PT | MPP | %TC  | %3P  | %TL  | RPP | APP | ROB | TPP | PPP |
| ------- | ------- | -- | -- | --- | ---- | ---- | ---- | --- | --- | --- | --- | --- |
| 2010–11 | Miami   | 2  | 0  | 5.5 | .333 | .000 | .000 | 1.5 | .0  | .0  | .0  | 1.0 |
| 2011–12 | Miami   | 35 | 6  | 8.6 | .468 | .000 | .643 | 2.0 | .3  | .2  | .2  | 3.0 |
| 2012–13 | Miami   | 4  | 0  | 3.0 | .600 | .000 | .000 | 1.8 | .0  | .0  | .0  | 1.5 |
| 2012–13 | Memphis | 7  | 0  | 2.9 | .167 | .000 | .000 | .7  | .0  | .0  | .0  | .3  |
| 2013–14 | Atlanta | 2  | 0  | 1.5 | .000 | .000 | .000 | 1.5 | .0  | .0  | .0  | .0  |
| Total   | Total   | 50 | 6  | 6.9 | .450 | .000 | .545 | 1.8 | .2  | .2  | .2  | 2.3 |

### Playoffs
| Año   | Equipo | PJ | PT | MPP | %TC  | %3P  | %TL  | RPP | APP | ROB | TPP | PPP |
| ----- | ------ | -- | -- | --- | ---- | ---- | ---- | --- | --- | --- | --- | --- |
| 2012  | Miami  | 3  | 1  | 2.7 | .000 | .000 | .000 | .0  | .3  | .0  | .3  | .0  |
| Total | Total  | 3  | 1  | 2.7 | .000 | .000 | .000 | .0  | .3  | .0  | .3  | .0  |